# Bassano-Monte Grappa
La Bassano-Monte Grappa és una competició ciclista italiana d'un sol dia que es disputa amb inici a Bassano del Grappa i acabant a les rampes del Monte Grappa. Creada el 1930 al llarg de la seva història ha tingut guanyadors il·lustres com Gino Bartali, Ivan Gotti, Gilberto Simoni, Damiano Cunego o Fabio Aru.

## Palmarès
| Any       | Vencedor               | Segon              | Tercer             |
| --------- | ---------------------- | ------------------ | ------------------ |
| 1930      | Vittorio Bertolino     |                    |                    |
| 1931      | Agostino Bellandi      |                    |                    |
| 1932      | Luigi Macchi           |                    |                    |
| 1933      | Attilio Sberze         |                    |                    |
| 1934      | Gino Bartali           |                    |                    |
| 1935      | Giordano Cottur        |                    |                    |
| 1936      | Giordano Cottur        |                    |                    |
| 1937      | Franco Maggioni        |                    |                    |
| 1938      | Angelo Degano          |                    |                    |
| 1939      | ?                      |                    |                    |
| 1940-49   | No disputada           |                    |                    |
| 1950      | Rino Parisi            |                    |                    |
| 1951      | Umberto Trevisan       |                    |                    |
| 1952      | Isaia Vidale           |                    |                    |
| 1953      | Isaia Vidale           |                    |                    |
| 1954      | Isaia Vidale           |                    |                    |
| 1955      | Isaia Vidale           |                    |                    |
| 1956      | Giuseppe Nicoli        |                    |                    |
| 1957      | Isaia Vidale           |                    |                    |
| 1958      | Luciano Bergamini      |                    |                    |
| 1959      | Gabriele Zabeo         |                    |                    |
| 1960      | Giuseppe Gandin        |                    |                    |
| 1961      | Gianni Carpentari      |                    |                    |
| 1962      | Gianni Carpentari      |                    |                    |
| 1963      | Gianni Carpentari      |                    |                    |
| 1964      | Mario Sanguinetti      |                    |                    |
| 1965      | Fiorenzo Pollastri     |                    |                    |
| 1966      | Giovanni Fasoli        |                    |                    |
| 1967      | Pietro Piccin          |                    |                    |
| 1968      | Oscar Zamagni          |                    |                    |
| 1969      | Renato Martinazzo      |                    |                    |
| 1970      | Efrem Dall'Anese       |                    |                    |
| 1971      | Fausto Bertoglio       |                    |                    |
| 1972      | Efrem Dall'Anese       |                    |                    |
| 1973      | Roberto Rosani         |                    |                    |
| 1974      | Cesare Startini        |                    |                    |
| 1975      | Cesare Startini        |                    |                    |
| 1976      | ?                      |                    |                    |
| 1977      | Alvaro Crespi          |                    |                    |
| 1978      | Silvano Di Biasi       |                    |                    |
| 1979      | Walter Clivati         |                    |                    |
| 1980      | Giuseppe Lanzoni       |                    |                    |
| 1981      | Marcello Bartoli       |                    |                    |
| 1982      | Mario Condolo          |                    |                    |
| 1983      | Federico Longo         |                    |                    |
| 1984      | Fabrizio Vannucci      |                    |                    |
| 1985      | Michele Moro           |                    |                    |
| 1986      | Michele Moro           |                    |                    |
| 1987      | Gianluca Tonetti       |                    |                    |
| 1988      | Enrico Zaina           |                    |                    |
| 1989      | Daniel Castro          |                    |                    |
| 1990      | Ivan Gotti             |                    |                    |
| 1991      | Gilberto Simoni        |                    |                    |
| 1992-1993 | ?                      |                    |                    |
| 1994      | Leonardo Piepoli       |                    |                    |
| 1995      | ?                      |                    |                    |
| 1996      | Enrico Saccomanni      |                    |                    |
| 1997-1998 | ?                      |                    |                    |
| 1999      | Maurizio Vandelli      |                    |                    |
| 2000      | Damiano Cunego         |                    |                    |
| 2001      | Daniele Masolino       |                    |                    |
| 2002      | ?                      |                    |                    |
| 2003      | Massimiliano Maisto    | Volodymyr Starchyk | Giancarlo Ginestri |
| 2004      | Alessandro Bertuola    | Nicola Peccolo     | Saverio Crocetti   |
| 2005-06   | No disputada           |                    |                    |
| 2007      | Luca Gasparini         | Bruno Rizzi        | Alex Cano          |
| 2008      | Luca Gasparini         | Michele Gaia       | Cristiano Colombo  |
| 2009      | Raffaele Serafino      | Alberto Contoli    | Fabio Aru          |
| 2010      | Stefano Locatelli      | Stefano Agostini   | Matteo Durante     |
| 2011      | Fabio Aru              | Enrico Battaglin   | Donato De Ieso     |
| 2012      | Gianfranco Zilioli     | Andrea Vaccher     | Luciano Barindelli |
| 2013      | Simone Andreetta       | Giacomo Berlato    | Alessio Marchetti  |
| 2014      | Simone Andreetta       | Michele Gazzara    | Antonio Nibali     |
| 2015      | Giulio Ciccone         | Michele Gazzara    | Antonio Santoro    |
| 2016      | Aliaksandr Riabushenko | Matteo Fabbro      | Andrea Garosio     |
| 2017      | Aliaksandr Riabushenko | Giovanni Carboni   | Filippo Zaccanti   |